# Uncaria rhynchophylla
Uncaria rhynchophylla är en måreväxtart som först beskrevs av Friedrich Anton Wilhelm Miquel, och fick sitt nu gällande namn av Friedrich Anton Wilhelm Miquel och George Darby Haviland. Uncaria rhynchophylla ingår i släktet Uncaria och familjen måreväxter. Inga underarter finns listade i Catalogue of Life.